# Polyscias pachypedicellata
Polyscias pachypedicellata är en araliaväxtart som beskrevs av Lowry och Martin Callmander. Polyscias pachypedicellata ingår i släktet Polyscias och familjen Araliaceae. Inga underarter finns listade.